# Venceslau Clarís i Vilaregut
Venceslau Clarís i Vilaregut   (Olost, 3 de gener de 1907 - Barbastre, 12 d'agost de 1936) fou un religiós claretià. És venerat com a beat per l'Església Catòlica.
Nascut en una família de pagès acomodada, va fer els estudis d'Humanitats i Filosofia al Seminari Diocesà de Vic. Va continuar els seus estudis a Cervera i Barbastre. Al 1927 es va incorporar als claretians. Va ser ordenat sotsdiaca, però la seva pobra salut el va obligar a abandonar els seus estudis de seminari per convertir-se en germà co-adjutor i mestre a Barbastre. A l'inici de la Guerra civil espanyola, fou executat, juntament amb els seus companys de comunitat, per milicians anarquistes.
El 25 d'octubre de 1992 fou beatificat pel Papa Joan Pau II.